# 瘦豹耳螺
瘦豹耳螺（学名：Microtralia ovulum），又名娜娜耳螺、娜娜豹耳螺，为耳螺科的一個物種。本物種舊屬扁耳螺屬，又曾經被歸為金耳螺屬，現時被認為是Microtralia ovulum的同種異名，被重新分類到Microtralia屬。
本物種分佈於台灣蘭嶼及琉球，是一種生活於鹽沼地的小型螺，可呼吸空氣。

## 外部連結
- http://www.malacolog.org/search.php?nameid=7733 （页面存档备份，存于）